# Route européenne 31
Pour les articles homonymes, voir E31 et Route 31.
La route européenne 31 (E31) est une route reliant Rotterdam à Ludwigshafen.

## Tracé

### Pays-Bas

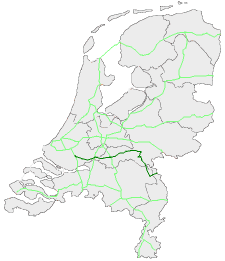
Tracé de l'E31 aux Pays-Bas.

Aux Pays-Bas, la route européenne 31 se confond avec les autoroutes suivantes :
| (Auto)route | Tracé                       | Villes traversées | Routes européennes croisées           |
| ----------- | --------------------------- | ----------------- | ------------------------------------- |
|             | Entre Rotterdam et Herveld  | Dordrecht         | à Rotterdam à Gorinchem à Waardenburg |
|             | Entre Herveld et Nimègue    |                   |                                       |
|             | Entre Nimègue et Rijkevoort |                   |                                       |
|             | Entre Rijkevoort et Heijen  |                   |                                       |

### Allemagne
En Allemagne, la route européenne 31 emprunte les itinéraires suivants :
| (Auto)route | Tracé                         | Villes traversées         | Routes européennes croisées                           |
| ----------- | ----------------------------- | ------------------------- | ----------------------------------------------------- |
|             | Entre Goch et Neuss           | Moers, Duisbourg, Krefeld | à Moers                                               |
|             | Neuss                         |                           |                                                       |
|             | Entre Neuss et Cologne        |                           |                                                       |
|             | Entre Cologne et Erftstadt    |                           | à Cologne                                             |
|             | Entre Erftstadt et Maxdorf    | Bonn, Coblence            | à Coblence entre Rheinböllen et Bingein à Frankenthal |
|             | Entre Maxdorf et Ludwigshafen |                           |                                                       |

## Galerie

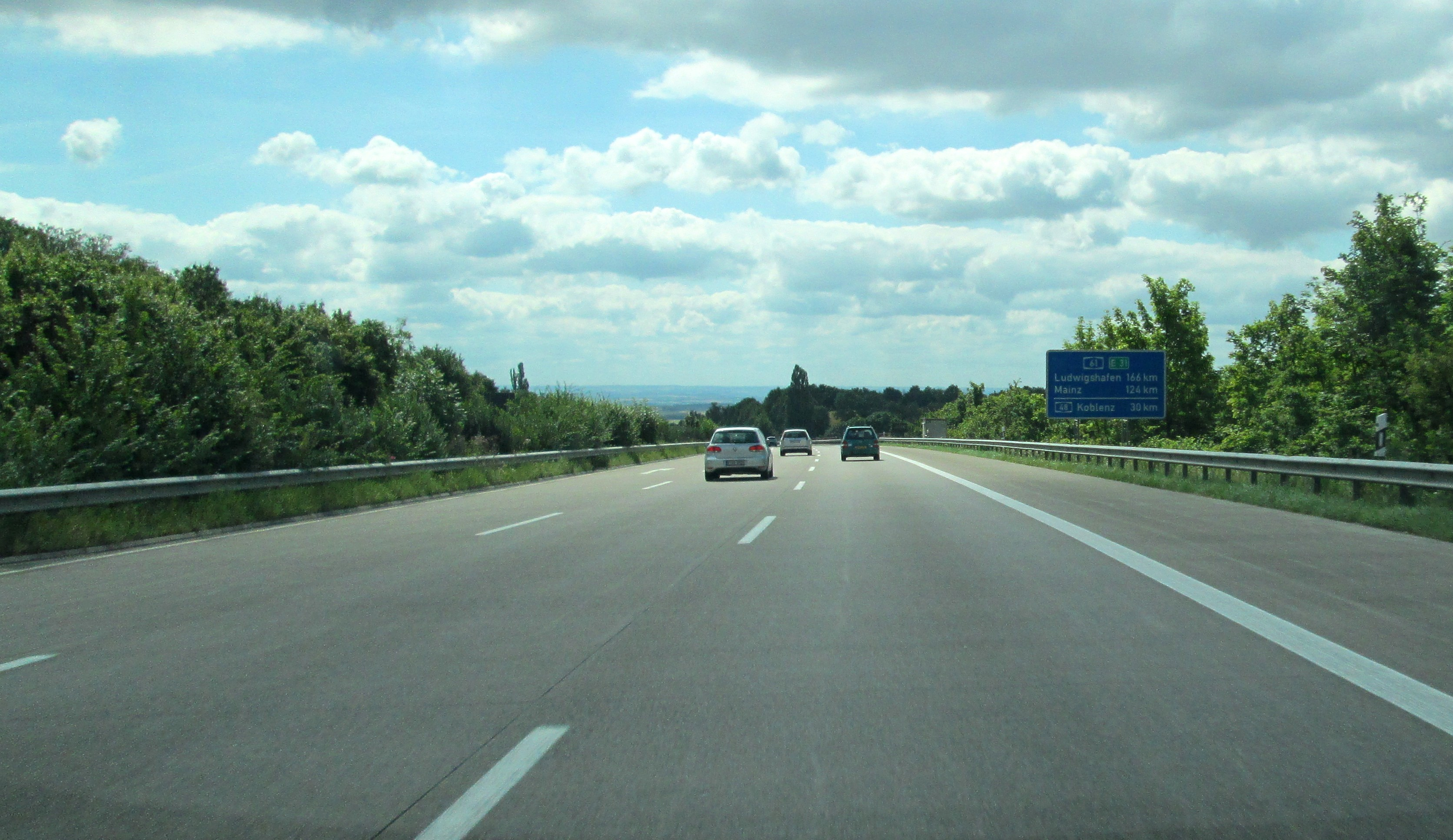
La E31 en Allemagne